# Mekényes, Baranya
Mekényes este un sat în districtul Hegyhát, județul Baranya, Ungaria, având o populație de 288 de locuitori (2011). 

## Demografie
Componența etnică a satului Mekényes
     Maghiari (85,29%)
     Germani (9,24%)
     Romi (2,52%)
     Români (1,26%)
     Necunoscut (1,68%)
     Alții (1,68%)
Componența confesională a satului Mekényes
     Luterani (12,5%)
     Fără religie (5,9%)
     Reformați (5,56%)
     Ortodocși (1,04%)
     Necunoscută (75%)
Conform recensământului din 2011, satul Mekényes avea 288 de locuitori. Din punct de vedere etnic, majoritatea locuitorilor (85,29%) erau maghiari, existând și minorități de germani (9,24%), romi (2,52%) și români (1,26%). Apartenența etnică nu este cunoscută în cazul a 1,68% din locuitori. Nu există o religie majoritară, locuitorii fiind luterani (12,5%), persoane fără religie (5,9%), reformați (5,56%) și ortodocși (1,04%). Pentru 75,0% din locuitori nu este cunoscută apartenența confesională.